# Carlo Pollonera
Carlo Pollonera, né le 27 mars 1849 à Alexandrie et mort le 17 juin 1923 à Turin, est un peintre italien, en particulier de paysages, mais également  un important malacologue.

## Biographie
Le père de Carlo Pollonera, Giovanni B. Pollonera, est avocat à Alexandrie. Il meurt quand Carlo est un enfant, après quoi sa mère retourne en Italie à Gênes et se remarie,. À l'âge de dix-sept ans, Carlo combat avec Garibaldi lors de la campagne du Trentin en 1866. En 1865, la famille s'installe à Turin, où Pollonera commence à étudier la peinture avec Alberto Maso Gilli. Il s'inscrit à l'Accademia Albertina et étudie avec Gamba et Andrea Gastaldi. Pollonera, élève rebelle, veut peindre exactement ce qu'il voit, plutôt que, par exemple, de changer un arrière-plan gênant. Ce principe de ne pas améliorer ce qu'il voit reste une marque de fabrique de sa peinture tout au long de sa carrière. Après quatre ans chez Gastaldi, en 1873, il fréquente l'école privée d'Antonio Fontanesi,. En janvier 1875, il voyage avec son ami proche Carlo Stratta à Paris, où il étudie auprès de Thomas Couture et est influencé par l'école de Barbizon. Il se rend également à Milan en 1874 et à Rome entre 1900 et 1912, où il s’ associe avec Antonio Mancini, Pietro Canonica et John Singer Sargent,. Ses joueurs de cartes, une de ses premières œuvres, est exposée au Promotrice de Turin en 1873, où il expose ensuite régulièrement. Parmi ses œuvres on peut citer : Canavese ; Aprile ; Le oche ; Tranquillità ; Il ballo ; La métisse ; Terrena Fiorito et Il Malone. En 1882, il expose le portrait entier d' Il seminatore. Certains de ses tableaux sont aujourd'hui évalués à des milliers, voire des dizaines de milliers d'euros,.

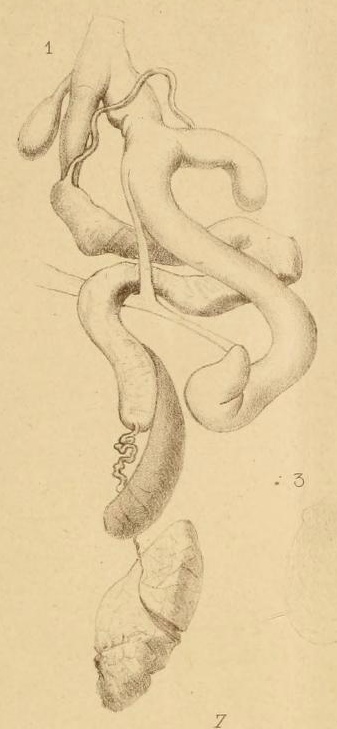
Les organes génitaux d'une limace dessinés par Pollonera illustrant un article.

Enfant, Pollonera devient le beau-fils de l'éminent naturaliste et sénateur Michele Lessona, dont la seconde épouse (la mère de Pollonera, Adele Masi Lessona) et les enfants sont très impliqués dans sa production scientifique, en particulier les traductions,. Bien que Pollonera ait commencé à étudier les sciences naturelles, il se tourne rapidement vers la peinture. Néanmoins de 1882 à 1916 Pollonera écrit plus de 50 articles scientifiques sur les mollusques non marins,,. Voir sa page bibliographique. La plupart des articles sont écrits en italien pour des revues italiennes, mais il y a aussi des articles écrits en français, anglais, portugais et allemand pour des revues de ces pays. Sa production atteint son apogée dans la décennie 1884-1893, alors qu'il travaille sur la faune de l'Italie et des régions adjacentes ; seulement 16 articles sont apparraissent après 1898, quand son attention se porte davantage sur la faune de l'Afrique. La première publication de Pollonera est une monographie sur les limaces italiennes en collaboration avec son demi-frère cadet Mario Lessona, mais par la suite il en est toujours le seul auteur. Cependant, la section ci-dessous sur les taxons nommés d'après Pollonera fournit de nombreux exemples de coopération généreuse avec d'autres scientifiques, parfois en rédigeant des descriptions d'espèces dans d'autres documents ou en dessinant les plaques. Alors que certains de ses articles sont des recueils de brèves notes sur des sujets disparates, d'autres sont des monographies faisant autorité sur des taxons particuliers, son nécrologue Colosi souligne que ses descriptions approfondies et bien observées des espèces étaient appréciées même par ceux qui ne partageaient pas ses conclusions sur la systématique. Son talent d'artiste se manifeste également dans les planches illustrant ses articles (voir exemples ci-dessous). Un aspect particulièrement important de ses recherches est qu'il  dissèque les animaux pour leur donner des caractères anatomiques supplémentaires, ce qui devient la norme depuis, mais qui était à l'époque une approche de pointe,. Cette approche est particulièrement utile pour étudier les limaces, qui est le groupe sur lequel il publie le plus , bien que ses autres articles concernent les escargots terrestres et parfois l'eau douce et des fossiles. Sa collection se trouve au Museo Regionale di Scienze Naturale di Torino.
Pendant 20 ans, Pollonera entretient une relation avec une pianiste, dont le nom est aujourd'hui perdu; c'est une des raisons pour lesquelles il reste à Turin. Mais en 1913, Pollonera épouse Ulma de'Bartolomeis (1886-1981), 37 ans sa cadette, qui avait suivi des cours privés de peinture avec lui. On sait qu'ils ont parfois travaillé ensemble sur la même toile. Il n'a qu'une seule fille, Sabina (1914-1996). Carlo Pollonera meurt le 17 juin 1923 après un court passage à l'hôpital San Giovanni de Turin.
Pollonera n'était pas un chrétien pratiquant mais croyait en un être supérieur. Marziano Bernardi a résumé son personnage comme "silencieux et solitaire par nature, rebelle et intransigeant" ("un silenzioso e un solitario per temperamento, un ribelle e un intransigente"). Une anecdote frappante est que les commentaires du critique littéraire et peintre Enrico Thovez sur la perspective d'une des peintures de Pollonera ont amené Pollonera à proposer un duel ! Au lieu de cela, l'affaire a été réglée en cour, et les deux protagonistes ont par la suite inventé.

## Taxons nommés d'après Pollonera
(janvier 2019).

## Galerie
(janvier 2019).

### Quelques peintures de Pollonera à la Galleria Civica d'Arte Moderna e Contemporanea, Turin
Les titres et les dates suivent ceux d'Aldo Picco
|                     |
| Autoportrait, 1920. |

|                                                                                 |
| Ritratto della moglie in abito verde (Portrait de sa femme en robe verte), 1921 |

|                                 |
| Il seminatore (Le semeur), 1881 |

|                                                                 |
| Primavera: Peschi fioriti (Spring: flowering peach trees), 1892 |

| |
| Paesaggio di Val Veny, Courmayeur: alti pascoli (Landscape of Val Veny, Courmayeur: high pastures), 1896 |

|                                                                            |
| I due amanti: Rocce al Cenisio (The two lovers: rocks at Cenisio), c. 1910 |

|                                                              |
| Marina grigia ad Alassio (Grey seascape at Alassio), c. 1917 |

|                                        |
| Notturno a Roma (Nuit à Rome), c. 1913 |

|                                                                                                 |
| Peperoni con fiasco e bottiglia: Natura morta (Peppers with flask and bottle: still life), 1921 |

## Notes et références

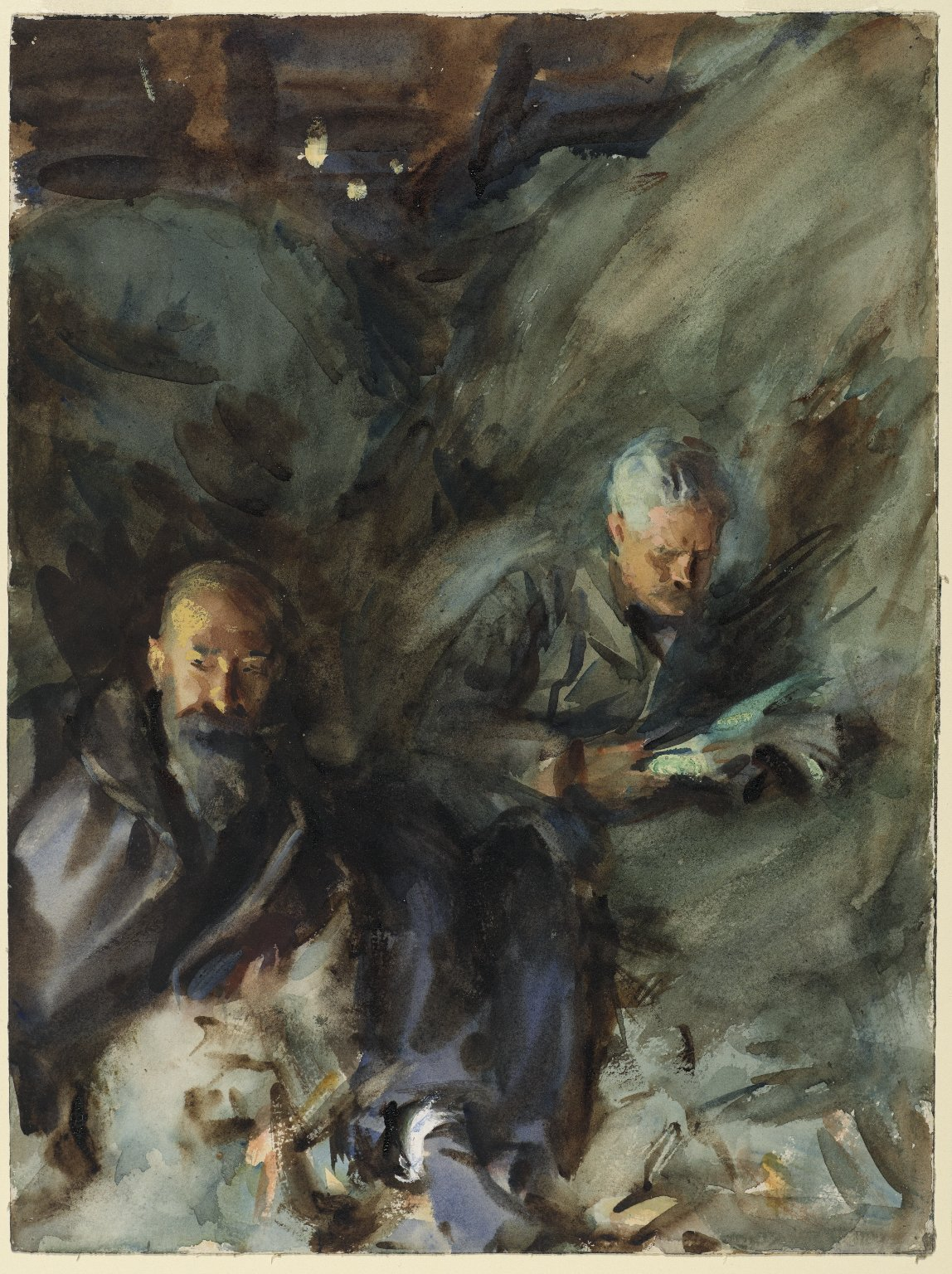
In a Hayloft by J.S. Sargent, 1904: the figure on the right is Pollonera

### Exemples de planches dessinées par Pollonera illustrant ses articles malacologiques
|                                                         |
| Italian Limax slugs with genitalia dissected out (1888) |

|                         |
| Xerophila shells (1892) |

|                                                 |
| Arion slugs with genitalia dissected out (1889) |